# Politieke cultuur
Politieke cultuur of bestuurscultuur verwijst in de politicologie naar de normen, waarden, houdingen, omgangsvormen en gedragingen die kenmerkend zijn voor het bestuur en de politieke praktijk van een land of regio. 
De politieke cultuur van een land of regio beïnvloedt zowel de formele als de informele werkwijzen binnen overheidsinstanties, de verhoudingen tussen bestuurders, en de relatie van de overheid met de burgers, maar ook de culturele attitudes ten opzichte van bijvoorbeeld burgerschap. Ze speelt bovendien een cruciale rol in de stabiliteit, effectiviteit en representativiteit van het bestuur.
Het concept is in de politicologie belangrijk voor het begrijpen van verschillen in democratische processen en in beleidsvorming tussen verschillende landen, en voor het inzicht in het politieke landschap van de internationale betrekkingen tussen nationale staten. De politieke cultuur van een samenleving kan geanalyseerd worden aan de hand van verschillende factoren, zoals de mate van centralistisch bestuur, de structuur van het kiesstelsel, en de omgang met coalitievorming.

## Culturele wereldkaart

De culturele wereldkaart van Inglehart en Welzel.

De culturele wereldkaart van Inglehart en Welzel visualiseert wereldwijde culturele verschillen door landen te positioneren op basis van traditionele versus seculier-rationele waarden en op overlevingswaarden versus zelfexpressiewaarden. Deze kaart toont een tweedimensionaal schema waarin culturele dimensies samenhangen met de mate van economische ontwikkeling van een samenleving en historische invloeden.
Nederland bevindt zich hoog op de as van seculier-rationele waarden, wat wijst op een sterke scheiding tussen religie en staat, en maatschappelijke nadruk op wetenschap en individuele vrijheid. Ook scoort Nederland hoog op zelfexpressiewaarden, die persoonlijk welzijn, tolerantie, en autonomie benadrukken. Daarmee staat Nederland dicht bij andere Noordwest-Europese landen, en behoort het tot de meest progressieve en individualistische samenlevingen op de kaart.

## Kiesstelsel
Politieke cultuur weerspiegelt de waarden en gewoonten die binnen een politiek systeem worden gekoesterd en beïnvloedt de manier waarop verkiezingen verlopen, politieke macht wordt verkregen, uitgeoefend en overgedragen. Deze cultuur varieert wereldwijd en beïnvloedt zowel het kiesstelsel als de organisatiestructuur van de overheid. Aan de andere kant kan een kiesstelsel de politieke cultuur ook weer beïnvloeden.
Landen met een centralistische bestuurscultuur, zoals Frankrijk met haar presidentiële meerderheidsstelsel, neigen ertoe om macht sterk te concentreren op het nationale niveau. In tegenstelling hiermee zijn federale landen zoals Duitsland meer gericht op regionale autonomie en verdeling van macht over meerdere bestuurslagen. In landen met een nationale kieskring, zoals Nederland en Israël hebben partijleiders relatief veel macht. Dit contrasteert met het meer gedecentraliseerde kiesstelsel zoals in Scandinavië, waar volksvertegenwoordigers een sterkere positie hebben. Beide landen hebben echter een cultuur van evenredige vertegenwoordiging en dus politieke diversiteit.

## Wisseling van de macht
Binnen de politieke cultuur bestaan er idealistische modellen die weerspiegelen hoe macht en besluitvorming in de praktijk vorm krijgen. Twee modellen die tegenover elkaar gezet kunnen worden zijn waaierdemocratie en penduledemocratie.
- Waaierdemocratie: In een waaierdemocratie, die geassocieerd kan worden met landen als Nederland en België, wordt het politieke landschap gekenmerkt door centrumpolitiek en consensus. Het kent een breed spectrum aan politieke partijen en een cultuur waarin consensusvorming na verkiezingen centraal staat. Dit model wordt gekenmerkt door brede middencoalities en uitsluiting en/of marginalisering van flankpartijen. Deze cultuur resulteert in beperkte afwisseling van de macht: er is altijd ten minste één partij die doorregeert na verkiezingen.
- Penduledemocratie: In tegenstelling tot de waaierdemocratie, kenmerkt de penduledemocratie zich door conflict en een afwisselend zwaartepunt van politieke macht. In landen als het Verenigd Koninkrijk en de Verenigde Staten zien we dit terug in twee dominante partijen die elkaar doorgaans volledig afwisselen in de macht. Deze partijen verschuiven als een 'pendule' bij elke verkiezingscyclus, afhankelijk van de voorkeur van de kiezer. Binnen evenredige stelsels vallen de Scandinavische landen met hun blokpolitiek ook in deze categorie waar partijen in twee pre-electorale coalities samenwerken.

## Nederland
De partij Nieuw Sociaal Contract (NSC), opgericht door Pieter Omtzigt, heeft als doel de Nederlandse bestuurscultuur te hervormen. NSC pleit voor een transparantere en verantwoordelijkere overheid, waarin politieke vertegenwoordigers en ambtenaren sterker rekenschap afleggen van hun handelen. Deze missie is ingegeven door een reeks politieke schandalen en tekortkomingen in de overheid, zoals de toeslagenaffaire, die volgens NSC het vertrouwen in de politiek ernstig hebben geschaad. Daarnaast zou het kiesstelsel te centralistisch zijn, wat weinig ruimte laat voor kritische volksvertegenwoordigers.
Een van hun kernvoorstellen is de oprichting van een grondwettelijk hof dat de grondrechten en constitutionele regels bewaakt en politieke misstanden tijdig kan corrigeren. Daarnaast wil NSC het kiesstelsel hervormen door meervoudige kiesdistricten in te voeren. Hiermee streeft de partij ernaar om de band tussen kiezer en volksvertegenwoordiger te versterken en een evenredige afspiegeling van de kieskringen in het parlement te waarborgen. Deze hervormingen zijn bedoeld om het vertrouwen in de politiek te herstellen en burgers meer directe invloed te geven op de koers van het land.

## België
In Vlaanderen verwijst 'nieuwe politieke cultuur' sinds de jaren '90 naar een schone, transparante politieke cultuur zonder belangenvermenging. De Partij voor een Nieuwe Politiek in België maakte zich daar hard voor.